# Ferdinand Weinhandl
Ferdinand Weinhandl (* 21. Januar 1896 in Judenburg; † 14. August 1973 in Graz) war ein österreichischer Professor für Philosophie.

## Leben
Weinhandl studierte an der Universität Graz bei Alexius Meinong, Christian von Ehrenfels und Vittorio Benussi. Nach dem Abitur meldete er sich als Kriegsfreiwilliger, schied 1916 als kriegsuntauglich aus, studierte und promovierte 1919 bei Alexius Meinong in Graz im Fach Philosophie über Experimentelle Untersuchungen zur Analyse des Verstehenserlebnisses. Im selben Jahr heiratete er die fünfzehn Jahre ältere Margarete Weinhandl. Er erhielt eine Anstellung am Münchener Psychologischen Institut, publizierte eine Studie Zum evidenten Überzeugungserlebnis und studierte mit Karlfried Dürckheim-Montmartin Meister Eckhart. Weinhandl übersetzte die Exercitien des Ignatius von Loyola. Seine Habilitation Über Urteilsrichtigkeit und Urteilswahrheit erfolgte 1922 an der Universität Kiel bei Heinrich Scholz und vermutlich auch Moritz Schlick. 1927 bewarb sich Weinhandl für die nach der Pensionierung Hugo Spitzers freigewordene Lehrkanzel für Philosophie an der Universität Graz. Das Bundesministerium ernannte allerdings Carl Siegel zum ordentlichen Professor für Philosophie in Graz. Weinhandel erhielt hierauf in Kiel die Stelle eines außerordentlichen Professors, im Jahr 1935 wurde er dort zum ordentlichen Professor ernannt.
Weinhandl setzte sich schon in den 1920er Jahren aktiv für die völkische Bewegung ein. 1929 wurde er Fachschaftsleiter des „Kampfbundes für deutsche Kultur“ und Redner für dessen schleswig-holsteinische Landesabteilung. Weinhandl wurde 1933 Mitglied des NSLB und der SA, am 1. Mai 1933 trat er der NSDAP bei (Mitgliedsnummer 2.730.351). Am 10. Mai desselben Jahres war er einer der Hauptredner bei der Kundgebung zur Bücherverbrennung auf dem Kieler Wilhelmplatz.
In der Folgezeit übte Weinhandl verschiedene Funktionen in der NS-Organisation im Wissenschaftsbereich aus und trat auch mit Veröffentlichungen zur Unterstützung des Nationalsozialismus und zur Rechtfertigung des Krieges (z. B. Philosophie – Werkzeug und Waffe, 1940) hervor. Von 1937 bis 1942 war er Leiter der Wissenschaftlichen Akademie des Nationalsozialistischen Deutschen Dozentenbundes in Kiel. Während des Krieges leitete er die Sparte Philosophie im Kriegseinsatz der Geisteswissenschaften. Im Jahr 1942 wechselte er mit einer Empfehlung von Martin Heidegger an die Universität Frankfurt. Dort hielt er Vorlesungen über Paracelsus, Schelling, Jakob Böhme, Hegel, Ästhetik, sein Spezialfach Gestaltanalyse und über Goethes Metaphysik. Von Frankfurt ging er 1944 an die Universität Graz. Nach Angaben seiner ehemaligen Assistentin Brigitte A. Rollett geriet Weinhandl in Differenzen über seine konfessionelle Gebundenheit (zum Katholizismus) und über sein „Interesse an einer spirituellen Erneuerung im Sinne der deutschen Mystik“. Trotz entsprechenden Drucks trat er daher nach seiner Rückkehr nach Österreich nicht mehr in die Partei ein und galt infolgedessen nach Kriegsende zunächst als „Minderbelasteter“.
An der Universität Graz ist dem Brentano-Schüler Alexius Meinong 1894 die Errichtung des ersten experimentalpsychologischen Laboratoriums an einer österreichischen Universität gelungen. Diese Tradition wurde von Meinongs Nachfolgern Stephan Witasek zwischen 1914 und 1915 und Ernst Mally, der Meinongs Lehrstuhl von 1925 bis 1942 innehatte, fortgesetzt, allerdings 1944 mit der Übernahme des neu errichteten „Psychologischen Institutes“ durch Otto Tumlirz beendet; dieser war Vorstand des Pädagogischen Seminars und engagierter Vertreter der Rassenideologie des NS-Regimes. Nach 1945 herrscht ein fünfjähriges Interregnum.
In seinen Vorlesungen an der Universität Graz distanzierte sich Weinhandl nunmehr vom Nationalsozialismus. Dennoch wurde er mit Wirkung vom 6. Juni 1945 ohne Versorgungsansprüche entlassen. Obwohl sich Studenten 1946 und 1948 mit Unterschriftenlisten für seine Wiederkehr an die Universität einsetzten, dauerte es bis 1950, bis er seine Lehrtätigkeit mit fünf Vorlesungsstunden und zwei Praktikumsstunden wieder aufnehmen konnte. Im Juni 1952 erhielt er die Vertretung für die Lehrstühle in Psychologie und Pädagogik. Die erneute Ernennung zum ordentlichen Professor an der Universität Graz erfolgte 1958. Aufgrund einer schweren Erkrankung wurde er 1965 emeritiert.
Während der NS-Zeit kritisierte Weinhandl die „rationalistische Zergliederung“ des Erkenntnisprozesses in der traditionellen Philosophie und setzte sich für eine Erkenntnistheorie ein, die vom Primat der lebendigen Anschauung ausgeht. Im Rahmen seiner Forschungen nach dem Kriege entwickelte Weinhandl eine gestaltanalytische Methode als Instrument philosophischer Wirklichkeitsbetrachtung und in Anlehnung an die Arbeiten von Christian von Ehrenfels den Gestaltlegetest (GLT), mit dem die Gestaltanalyse auf dem Gebiet der Diagnose Eingang in die Psychologie fand. Neben seiner Tätigkeit an der Universität arbeitete Weinhandl als Psychotherapeut mit gestaltanalytischen und logotherapeutischen Ansätzen.
In der Sowjetischen Besatzungszone wurden nach Kriegsende Weinhandls Schriften Philosophie – Werkzeug und Waffe (Wachholtz, Neumünster 1940) und Geistesströmungen im Ostraum (Eher, München 1942) auf die Liste der auszusondernden Literatur gesetzt.
Der österreichische Musikforscher, Philosoph und Kritiker Harald Kaufmann (1927–1970), der bei Weinhandl in Graz studierte, wandte dessen gestaltanalytische Methoden auf die musikalische Analyse an.
Weinhandl erhielt 1963 das Österreichische Ehrenkreuz für Wissenschaft und Kunst I. Klasse und wurde im Juni 1965 zum korrespondierenden Mitglied der philosophisch-historischen Klasse der Österreichischen Akademie der Wissenschaften in Wien gewählt. Der Nachlass Weinhandls wird seit 1987 von der Universitätsbibliothek Graz verwaltet.

## Schriften (Auswahl)
- Über Urteilsrichtigkeit und Urteilswahrheit. Meiner, Leipzig 1923.
- Einführung in das moderne philosophische Denken. Methoden, Probleme, Ergebnisse und Literatur. Perthes, Gotha 1924.
- Wege der Lebensgestaltung. Perthes, Gotha 1924.
- Meister Eckehart im Quellpunkt seiner Lehre. 2. Aufl. Stenger, Erfurt 1926.
- Person, Weltbild und Deutung. Stenger, Erfurt 1926.
- Die Gestaltanalyse. Stenger, Erfurt 1927.
- Über das aufschließende Symbol. Junker und Dünnhaupt, Berlin 1929.
- Die Metaphysik Goethes. Junker und Dünnhaupt, Berlin 1932 (Reprint: Wissenschaftliche Buchgesellschaft, Darmstadt 1965).
- Philosophie und Mythos (= Kieler Universitätsreden, N.F., H.7). Hanseatische Verlagsanstalt, Hamburg 1936.
- Philosophie – Werkzeug und Waffe. Wachholtz, Neumünster 1940.
- Die Philosophie des Paracelsus. Kohlhammer, Stuttgart 1944.
- Wege zum Lebenssinn. Kienreich, Graz 1951.
- (Hrsg.): Gestalthaftes Sehen. Ergebnisse und Aufgaben der Morphologie. Zum hundertjährigen Geburtstag Christian von Ehrenfels. Wissenschaftliche Buchgesellschaft, Darmstadt 1960.